# Hune
Hune er en turistby i det vestlige Vendsyssel med 734 indbyggere  (2024), beliggende i Hune Sogn, 2 kilometer øst for Blokhus. Mellem byskiltene er der 650 meter imellem de 2 byer. Pandrup ligger 6 km. sydøst for Hune.
Byen ligger i Region Nordjylland og hører til Jammerbugt Kommune.

## Historie
Sognet betegnes i sin tid, at have været ret frugtbart og godt befolket, „med 7 Gaarde, beboede af Adel“; men Sandflugten har allerede for over 300 år siden hærget det; I 1582 siges, at Sognet „mestendels var ødelagt af Sandflugt“.
Sandflugten skyldtes, at bønderne op gennem tiden havde ladet kreaturerne græsse i klitten, slået både klittag og græs, hentet brændsel i krattet og skåret græstørv. Sandet lagde sig i meterhøje driver overalt og begravede mange gårde, huse og fyldte vandløb, så store områder ved Hune, Hunetorp og Rødhus blev oversvømmet og lagt øde. Kongen udstedte derfor i midten af 1500-tallet et forbud mod at skære græstørv og marehalm.
I 1682 bestod Hune af 5 gårde. Det samlede dyrkede areal udgjorde 77,1 tønder land skyldsat til 12,79 tønder hartkorn. Dyrkningsformen var græsmarksbrug uden tægter. I 1805 bestod Hune af 51 gårde og 57 huse.
I midten af 1700-tallet var folk ganske langsomt vendt tilbage til egnen og ernærede sig hovedsagelig som fiskere og meget begrænset omfang af landbrug. Sognet bestod mest af klitbanker, som dog nogenlunde var begroet med hjælme og marehalm. Der var kun ganske lidt eng og den smule græsning, der fandtes mellem klitbankerne. Der fandtes ikke skov eller frugttræer. Forbuddet mod at udnytte klitterne havde haft sin berettigelse.

## Om byen
I Hune findes flere butikker - og sommerhusområderne ligger omkring byen.
Byens største turistattraktion er Skulpturparken med sandskulptur, Magisk Jul og Blokhus Winterlight Festival, som ligger der hvor den gamle Hune Friskole lå.
Anne Justs have, kendt fra hendes bøger og tv-programmerne - Haven i Hune, ligger på Postbakken.
I foråret 2018 åbnede Karen Bit Vejle, sammen med sin datter Zeleste Kolstad Vejle, "Center for papirkunst" i Hune ved Blokhus i Danmark. Vejles psaligrafiske værker vil udgøre kernen af den faste udstilling. Desuden vil der være skiftende udstillinger af dansk og international papirkunst.
Byen er i stor udvikling og der er bl.a. 2 supermarkeder, bar, bageri, fiskerestaurant, pizzeria, grillbar, tøjforretninger, hundeskov nord for byen, hvor hunde må gå uden snor, cykelværksted med udlejning af cykler, skobutik, Klarborg Nisser, Blokhus Lys, ejendomsmægler, malerfirmaer m.m. og Søndagsmarked ved forsamlingshuset hver søndag hele sommeren i Juni, Juli og August.